# Dragonheart
Dragonheart er en britisk-amerikansk fantasy-action-eventyrfilm fra 1996, instrueret af Rob Cohen.
Blandt de medvirkende ses Dennis Quaid, David Thewlis, Pete Postlethwaite, Dina Meyer, og Sean Connery som lægger stemme til dragen Draco.
Filmen blev blandt andet nomineret til en Oscar for bedste visuelle effekter og affødte spillet DragonHeart: Fire & Steel.
Den blev efterfulgt af Dragonheart: A New Beginning i 2000, forhistorien fortalt i Dragonheart 3: The Sorcerer's Curse fra 2015, som blev efterfulgt af Dragonheart: Battle for the Heartfire i 2017.

## Medvirkende
- Dennis Quaid som Bowen
- Sean Connery som stemmen til Draco
- David Thewlis som Einon
- Pete Postlethwaite som Gilbert af Glockenspur
- Jason Isaacs som Lord Felton
- Julie Christie som Dronning Aislinn
- Dina Meyer som Kara
  - Sandra Kovacikova som Kara, som barn
- Peter Hric som Kong Freyne
- Brian Thompson som Brok
- Terry O'Neill som Redbeard
- John Gielgud som stemmen til Kong Arthur, ukrediteret